# Ministère fédéral du Trésor
Le ministère fédéral du Trésor (Bundesschatzministerium) était un ministère du gouvernement fédéral ouest-allemand institué en 1949, afin de gérer les fonds du plan Marshall, réformé en 1957, et dissous en 1969.

## Histoire
La gestion du patrimoine de l’État allemand a à plusieurs reprises été confiée à un département ministériel propre.

### Empire allemand et République de Weimar
Le Chancelier impérial la supervise directement lors de la fondation du Second Empire. En 1877, une section spéciale est créée au sein de la chancellerie impériale, qui est autonomisée le 14 juillet 1879 pour créer l’office impérial du Trésor (Reichsschatzamt). L’office était dirigé par un sous-secrétaire d’État, puis dès 1880 par un secrétaire d’État responsable devant le seul chancelier. Les finances étaient alors en grande partie une affaire des Länder, qui disposaient d’une administration propre au sein du Zollverein.
En 1919, l’office devient le ministère du Reich au Trésor (Reichsschatzministerium). Parallèlement est constitué le ministère du Reich aux Finances, car le paiement des réparations aux vainqueurs de la Première Guerre mondiale avaient rendu nécessaire le développement d’une administration financière centralisée. Le Trésor se trouve absorbé par les Finances en 1923.

### Après la Seconde Guerre mondiale

#### 1949 - 1957
Le ministère est créé en 1949, sous le nom de « ministère fédéral des Affaires du plan Marshall » (Bundesministerium für Angelegenheiten des Marshallplanes) afin de s’occuper des questions relatives au European Recovery Program, par exemple la répartition des fonds versés ou les relations avec l’Organisation de coopération et de développement économiques (OCDE). Le seul ministre fut le libéral-démocrate Franz Blücher.
En 1953, il est renommé en « ministère fédéral de la Coopération économique » (Bundesministerium für wirtschaftliche Zusammenarbeit) (sans rapport avec le ministère de même nom créé en 1961).

#### 1957 - 1969
En 1957, un nouveau département ministériel est créé sous le nom de ministère fédéral du Patrimoine de la Fédération (Bundesministerium für wirtschaftlichen Besitz des Bundes). Il est renommé en 1962 en ministère fédéral du Trésor. Il est dissous en 1969, et ses compétences sont réparties entre le ministère fédéral des Finances et celui de l’Économie.
Un raillerie circula à l’époque selon laquelle la République fédérale n’avait plus aucun trésor, mais que la création d’un ministère fédéral des Dettes eût été trop gênante.

## Liste des ministres chargés du trésor
| Nom                                          | Nom              | Dates du mandat | Dates du mandat | Parti | Cabinet(s)                |
| -------------------------------------------- | ---------------- | --------------- | --------------- | ----- | ------------------------- |
|                                              | Franz Blücher    | 20/09/1949      | 29/10/1957      | FDP   | Adenauer I et II          |
|                                              | Hermann Lindrath | 29/10/1957      | 27/02/1960      | CDU   | Adenauer III              |
|                                              | Hans Wilhelmi    | 04/05/1960      | 14/11/1961      | CDU   | Adenauer III              |
|                                              | Hans Lenz        | 14/11/1961      | 19/11/1962      | FDP   | Adenauer IV               |
|                                              | Werner Dollinger | 13/12/1962      | 01/12/1966      | CSU   | Adenauer V Erhard I et II |
|                                              | Kurt Schmücker   | 01/12/1966      | 21/10/1969      | CDU   | Kiesinger                 |
| Titre du portefeuille : - 1961-1969 : Trésor |                  |                 |                 |       |                           |

## Sources
- (de) Cet article est partiellement ou en totalité issu de l’article de Wikipédia en allemand intitulé « Reichsschatzamt » (voir la liste des auteurs).

- (de) Cet article est partiellement ou en totalité issu de l’article de Wikipédia en allemand intitulé « Reichsschatzministerium » (voir la liste des auteurs).

- (de) Cet article est partiellement ou en totalité issu de l’article de Wikipédia en allemand intitulé « Bundesschatzministerium » (voir la liste des auteurs).